# Cummings Col
Der Cummings Col ist ein Gebirgspass auf Signy Island im Archipel der Südlichen Orkneyinseln. Er verläuft zwischen dem Tioga Hill im Norden und dem North Gneiss im Süden.
Der Falkland Islands Dependencies Survey nahm 1947 und 1950 Vermessungen vor. Luftaufnahmen entstanden 1968 durch die Royal Navy. Das UK Antarctic Place-Names Committee benannte ihn 2004 in Anlehnung an die Benennung der Cummings Cove. Deren Namensgeber ist Edmund Thomas Cummings (1925–2017), Funker des Falkland Islands Dependencies Survey am Kap Geddes auf Laurie Island im Jahr 1946 und auf Deception Island im darauf folgenden Jahr.